# M60 (天体)
座標:  12h 43m 40.008s, +11° 33′ 09.40″
M60（NGC 4649）はおとめ座の楕円銀河である。

## 概要
大きな銀河で、その周りには非常に微かな球状星団が取り巻いている。右の写真で、大きなM60の右上にある渦状銀河がNGC 4647である。ホルトン・アープは、M60はNGC 4647に接近して擾乱を起こしている銀河であるとして、1966年のアープ・アトラスで Arp 116 として取り上げている。M60はおとめ座銀河団の中でも大きな楕円銀河で、2000年のハッブル宇宙望遠鏡の観測では、太陽の約20億倍の質量が中心部に存在することが分かっている。
双眼鏡で捉えることも可能だがかなり困難である。口径10cmの望遠鏡の80倍程度の広視界のアイピースを使うとM59と同じ視野に捉えることができる。口径20cmの望遠鏡では隣接するNGC 4647も捉えることができる。口径30cmの望遠鏡ではM59,M60の周囲に5つもの銀河が集中している様子が見えてくる。
2004年1月28日に、Ia型超新星SN 2004Wがリック天文台によって観測されている。

## 観測史
1779年4月11日に、ヨハン・ゴットフリート・ケーラーが彗星を観測中にM59とともに発見した。その翌日、イタリアの天文学者バルナバス・オリアニはM59は見逃したもののM60を独立して発見している。ケーラーの発見の4日後の4月15日にはシャルル・メシエがM58、M59と同時に発見している。メシエは「M58、M59よりはっきりしている。3個の星雲に星を含まない」と記している。ウィリアム・ヘンリー・スミスは「二重星雲。中心距離は2'～3'。先行する方はひどくかすか。明るい方がこれに後続する。1779年のメシエの記載は不完全である。北と南に1個ずつ星が置かれ、93倍の視野は小さな星雲でにぎやかだ。M59の北西は縁と上部に小さな方が見え、実に4個の星雲が一度に見える」と記した。ウェップは「二重星雲で後続する方は極端に微かで、3.7インチでは見えない。広視野でM59の北西と南西にぼんやりとしたものが見える」とした。